# Paul Breyne
Pour les articles homonymes, voir Breyne.

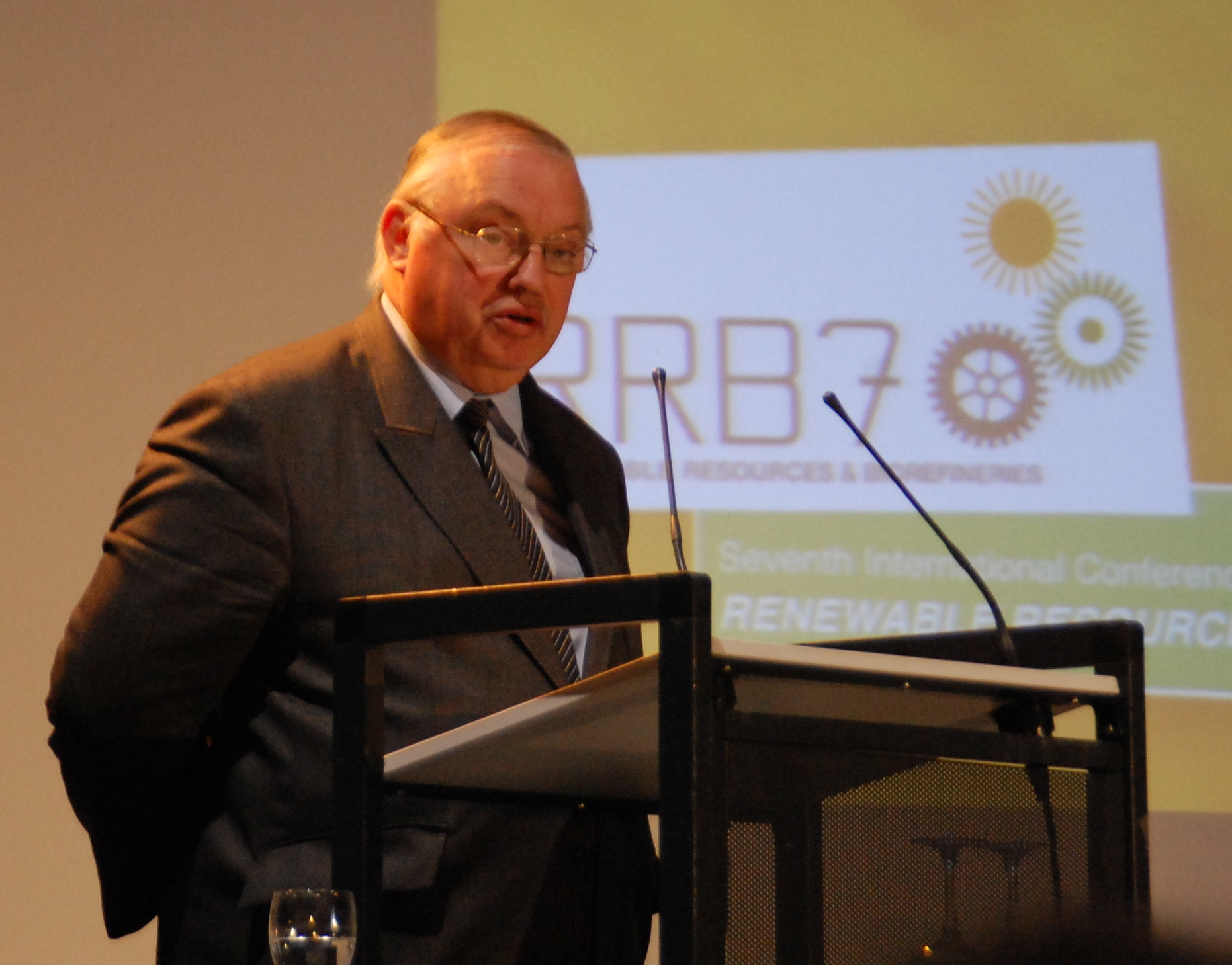
Paul Breyne, 2011

Paul J.C. Breyne, né le 10 janvier 1947 à Ypres est un homme politique belge flamand, membre de CD&V.
Il est docteur en droit et fut conseiller juridique; vice-Président du CA de la V.V.M.; membre du Comité de direction de la S.D.R. de Flandre-Occidentale.

## Honneurs
- Commandeur de l'Ordre de Léopold.
- 2019: Grand croix de l'Ordre de la Couronne, par Arrete Royal du 22/4/2019[1].

### Etrangers
- 2018: Grand croix de Ordre du Mérite de la République fédérale d'Allemagne[2].
- 2019:Order of Honorary Officer of the Most Excellent Order of the British Empire (OBE)[3].

## Carrière politique
- Ancien conseiller communal et bourgmestre d'Ypres
- 1978-1997 : député belge
- 1988-1988 : ministre flamand du Logement
- 1997-2011 : gouverneur de la province de Flandre-Occidentale